# Conus blanfordianus
Espèce
Statut de conservation UICN

 DD  : Données insuffisantes
Conus blanfordianus est une espèce de mollusques gastéropodes marins de la famille des Conidae.
Comme toutes les espèces du genre Conus, ces escargots sont prédateurs et venimeux. Ils sont capables de « piquer » les humains et doivent donc être manipulés avec précaution, voire pas du tout.

## Description
La taille d'une coquille adulte varie entre 22 mm et 58 mm. La coquille est quelque peu gonflée, sulcinée à distance en dessous, autrement lisse. Sa couleur est blanche, entourée de taches marron, de nuages, et de marques obliques et triangulaires. La spire est maculée. 

## Distribution
Cette espèce marine est présente dans l'océan Pacifique au large des Philippines, désignée comme la type. Les rapports de Vanuatu et Papouasie-Nouvelle-Guinée sont, très probablement, d'autres espèces.

### Niveau de risque d’extinction de l’espèce
Selon l'analyse de l'UICN réalisée en 2011 pour la définition du niveau de risque d'extinction, cette espèce n'est connue que des Philippines. Son statut taxonomique est incertain, et on sait peu de choses sur l'état de sa population, son écologie ou les menaces potentielles. Cette espèce est actuellement inscrite dans la catégorie Données insuffisantes.

## Taxonomie

### Publication originale
L'espèce Conus blanfordianus a été décrite pour la première fois en 1867 par les malacologistes italien Luigi Bozzetti (1948-) et français Jacques Pelorce, dans la publication intitulée « Journal de Conchyliologie »,.

### Synonymes
- Asprella blanfordiana (Crosse, 1867) · non accepté
- Conus (Phasmoconus) blanfordianus Crosse, 1867 · appellation alternative
- Graphiconus blanfordianus (Crosse, 1867) · non accepté

## Identifiants taxonomiques
Chaque taxon catalogué par les bases de données biologiques et taxonomiques possède un identifiant qui permet d'établir un point de référence. Les identifiants de Conus blanfordianus dans les principales bases sont les suivants :
BOLD : 650289 - CoL : XX25 - GBIF : 6510348 - iNaturalist : 431875 - IRMNG : 11703967 - TAXREF : 137845 - UICN : 192265 - 